# Amahuaka furcata
Amahuaka furcata är en insektsart som beskrevs av Young 1965. Amahuaka furcata ingår i släktet Amahuaka och familjen dvärgstritar. Inga underarter finns listade i Catalogue of Life.